# ブーメランク
- ブーメランク
- ブーメラング
- ブーメラン
- ブメランク

ブーメランク（露：Унифицированная боевая платформа шифра «Бумеранг»、統合戦闘プラットフォーム符号「ブーメラン」）は、ロシア連邦軍の装輪式装甲車両プラットフォーム。開発時の名称は「VPK-7829」。

## 概要
ブーメランクはアルザマス機械工場の開発した8輪駆動の装輪装甲車で、2013年にロシア連邦軍に提案され、2015年にアラビノ演習場における戦勝記念パレードの訓練で初公開された。無人砲塔を装備した歩兵戦闘車（IFV）型のK-17と12.7mm重機関銃RWSを装備した装甲兵員輸送車（APC）型のK-16が存在し、ロシア連邦軍では国内配備されているBTRシリーズなど2,000両をブーメランクに更新する計画である。
同時期に開発されたアルマータやタイフーンと同様、コンポーネントの共通化によって開発・製造・整備にかかるコストの低減を意図しており、氷点下60℃での活動も可能とされる。この車両をベースとした様々な派生型が提案されており、2S25スプルート-SDの代替として、2A75 125mm滑腔砲を搭載したストライカーMGSや16式機動戦闘車のようなモデルの開発を予定している。

## 設計
ブーメランクは従来のソ連・ロシア装甲車両とは全く異なる新規設計された車両であり、開発時より情報の秘匿性が高く不明な点が多いとされる。
車体はIED対策を考慮したV字車体で、APC型は3名の乗員のほか9名を輸送できる。エンジンを車体前部に配置することで、側面のハッチから乗降していたBTRシリーズと異なり、後部ハッチからの迅速な乗降を可能にしている。
BTRシリーズ同様にウォータージェット推進による水上航行も可能であるほか、NBC防護機能や自動消火装置も備える。

## ブーメランク-BM

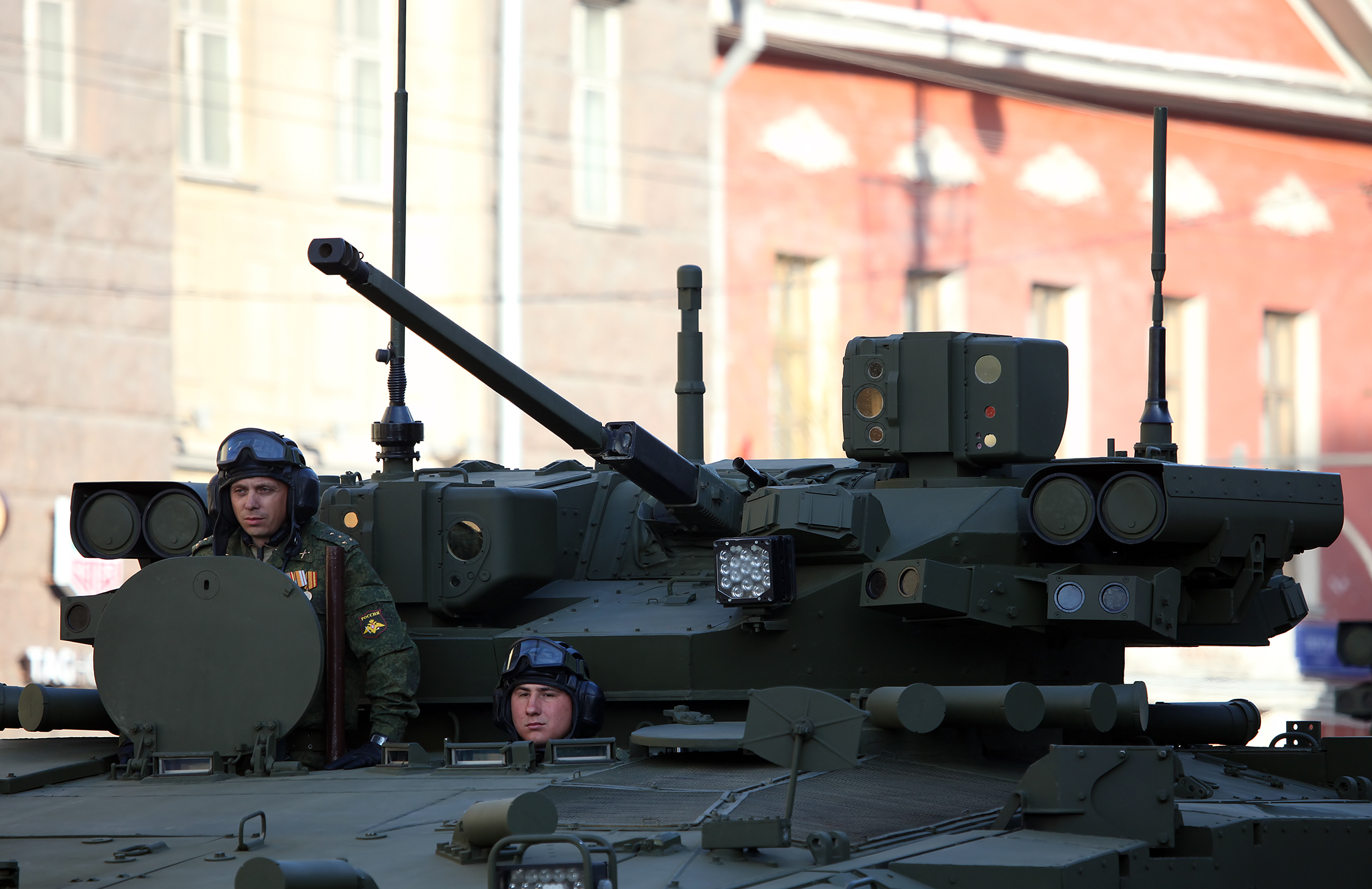
クルガネツ-25に搭載されたブーメランク-BM無人砲塔

ブーメランク-BM（DUBM-30 エポック）は、本車のIFV型であるK-17、クルガネツ-25のIFV型であるB-11、そしてアルマータの重IFV型であるT-15に共通して搭載される無人砲塔システムで、2A42 30mm機関砲とPKT 7.62mm同軸機関銃、砲塔側面に9M133M コルネット-M対戦車ミサイルを4発搭載している。コルネット-Mは2発同時発射が可能で、２つの目標を同時破壊するだけでなく、同一目標に2発のミサイルを僅かな時間差で撃ち込むことでアクティブ防護システムに対抗し得るという。これらの弾薬は乗員区画から隔離され、乗員は車体部から遠隔操作することで生存性の向上に寄与している。
また、各種センサーや目標の自動検知・監視機能など電子装備を強化しており、昼夜ともに最大5,500mの交戦距離を想定している。
この無人砲塔の開発は、ロステック傘下ヴィサコトシニエ・コンプリクシの子会社であるKBP（Конструкторское бюро приборостроения、機械工学設計局）が担当した。

## 比較
|          | 96式          | M1126       | CM-32       | ZBL-08      | ボクサー    | AMV          | ブーメランク   | エイタン     |
| -------- | ------------- | ----------- | ----------- | ----------- | ----------- | ------------ | -------------- | ------------ |
| 画像     |               |             |             |             |             |              |                |              |
| 全長     | 6.84 m        | 6.95 m      | 7.0 m       | 8.0 m       | 7.88 m      | 7.70 m       | 8.0 m          | 不明         |
| 全幅     | 2.48 m        | 2.72 m      | 2.70 m      | 2.1 m       | 2.99 m      | 2.80 m       | 3.30 m         | 2.80 - 3.0 m |
| 全高     | 1.85 m        | 2.64 m      | 2.30 m      | 3.00 m      | 2.37 m      | 2.30 m       | 3.00 m         | 2.5 - 3.00 m |
| 重量     | 約 14.5 t     | 約 16.47 t  | 約 22.0 t   | 約 21.0 t   | 25.2 - 33 t | 16 - 26 t    | 約 25 t        | 30 - 35 t    |
| 最大出力 | 360 hp        | 350 hp      | 450 hp      | 440 hp      | 805 hp      | 480 - 600 hp | 750 hp         | 750 hp       |
| 最高速度 | 100 km/h      | 100 km/h    | 105 km/h    | 105 km/h    | 103 km/h    | 100 km/h     | 100 km/h       | 90 km/h      |
| 乗員数   | 2名+戦闘員8名 | 2名+兵員9名 | 3名+兵員7名 | 3名+兵員7名 | 3名+兵員8名 | 3名+兵員12名 | 3名+兵員7～9名 | 3名+兵員9名  |

## 派生型
- K-17 - 歩兵戦闘車型
- K-16 - 装甲兵員輸送車型

## 採用国
- ロシア